# Rzeźba wysokogórska

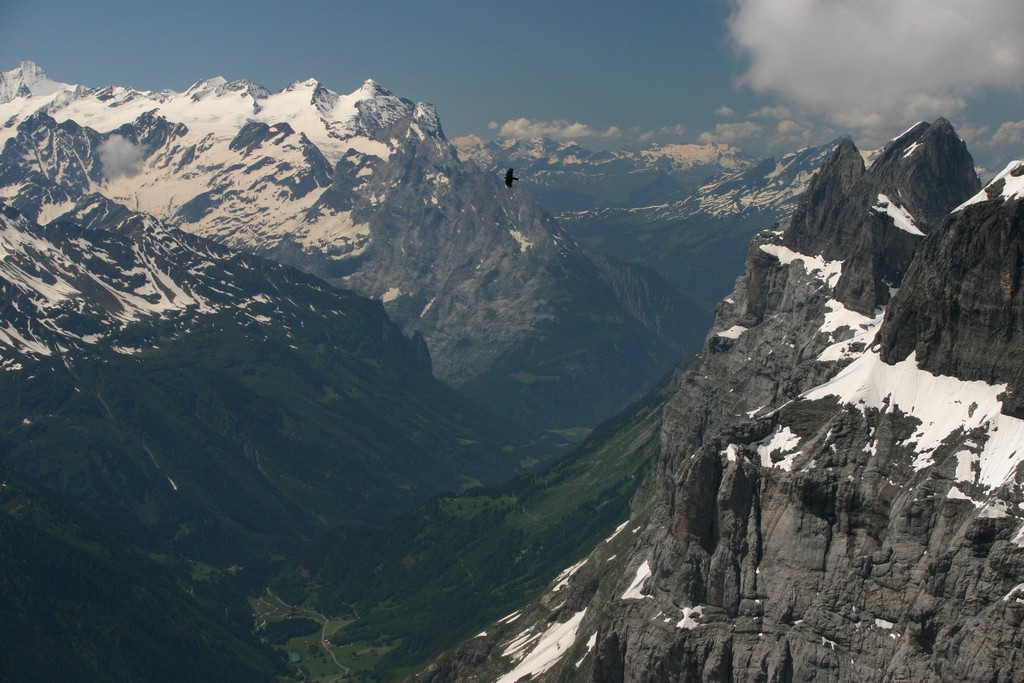
Rzeźba wysokogórska - Alpy (Szwajcaria)

Rzeźba wysokogórska (alpejska) – górska rzeźba z formami erozji i akumulacji glacjalnej. 
Charakteryzuje się obecnością ostrych grani i szczytów (często typu karling), cyrków lodowcowych oraz U-kształtnych dolin, czyli żłobów lodowcowych. W dnach dolin i cyrków obecnie niezlodowaconych, oprócz form akumulacji glacjalnej (np. wały moren), często znajdują się jeziora polodowcowe, np. morenowe lub cyrkowe. Rzeźba alpejska powstaje w wyniku przeobrażenia starszej, preglacjalnej rzeźby rzecznej przez lodowce – głównie górskie. Większość obecnej rzeźby alpejskiej w górach świata została ukształtowana w plejstocenie.
Do gór, które posiadają rzeźbę alpejską, można zaliczyć: Alpy, Himalaje, Kaukaz, Kordyliery. W Polsce jedynymi górami o charakterze alpejskim są Tatry. Lokalnie cechy rzeźby wysokogórskiej występują w Karkonoszach w postaci kotłów lodowcowych.